# Aeroportul Jolly Grant
Aeroportul Jolly Grant (IATA: DED, ICAO: VIDN) este un aeroport din Dehradun, Dehradun district⁠(d), Garhwal division⁠(d), Uttarakhand, India ce deservește zona Dehradun. Aeroportul a fost tranzitat în decembrie 2022 de 121.094 de pasageri.
Situat la o altitudine de 558 m, aeroportul dispune de o singură pistă. Este operat de Airports Authority of India⁠(d).